# Maxine Aulio
 (juin 2025).
Maxine Aulio, née en 1980 à Chartres, est une compositrice française et professeure d'instruments à vent.

## Biographie
Maxine Aulio commence la musique en jouant de l'orgue et s'intéresse très rapidement aux percussions, au clavecin, puis au cor, instrument qu'elle étudie plusieurs années au conservatoire national de région de Toulouse.
Au cours de l'été 1999, elle compose sa première œuvre pour orchestre d'harmonie, Prophéties, donnée en création mondiale par l'orchestre du conservatoire national de région de Toulouse.
Un an plus tard, Aulio compose sa pièce la plus jouée actuellement, Les Voyages de Gulliver (De Haske Publications), une suite en quatre mouvements. Elle collabore régulièrement avec l'Ensemble instrumental de l'Ariège et Eric Villevière, qui ont créé plusieurs de ses œuvres majeures.
En 2006, elle obtient deux diplômes de master (composition/fugue et direction d'orchestre) à l'institut Lemmens de Louvain en Belgique.
En 2008, elle réussit le concours pour l'admission à la formation de chef de musique militaire, puis signe en tant que chef adjointe à la musique principale de l'Armée de terre jusqu'en 2013,. De 2016 à 2017, elle est directrice des orchestres au Conservatoire à rayonnement régional de Tours.
Attachée au répertoire de l'orchestre à vent, Maxine Aulio est la cofondatrice de l'Orchestre français des vents.

## Œuvres
Les compositions de Maxine Aulio sont notamment les suivantes : 
- Les Voyages de Gulliver (2000 - op. 3) pour orchestre d'Harmonie d'après Jonathan Swift. De Haske Publications
- Arachnophobie (2000 - op. 2) pour quatuor de saxophones
- Il Signore Fagotto (2002 - op. 4) pour basson et orchestre d'harmonie, De Haske Publications
- Bilbo the Hobbit (2002 - op. 5), pour cor et orchestre d'harmonie, d'après J. R. R. Tolkien, De Haske Publications
- Les Murmures du Vent (2003 - op. 6) pour orchestre d'harmonie, hommage à Claude Debussy, commande de l'harmonie Bédaricienne et des Hauts-Cantons (Hérault), De Haske Publications
- Montségur, la Tragédie Cathare (2003 - op. 7) pour trombone solo et orchestre d'harmonie (ou orchestre symphonique), De Haske Publications
- Les Trois Mousquetaires (2003 - op. 8) pour quatuor de tubas et orchestre d'harmonie, commande du Miraphone Tuba Quartett et de la Musique des gardiens de la paix de la Préfecture de Police de Paris, d'après Alexandre Dumas, De Haske Publications
- Le Dernier Rêve du Chêne (2004 - op. 9), pour orchestre d'harmonie, commande de la Communauté de communes de Vinay, De Haske Publications
- Vie de Couple (2005 - op. 13), musique originale de court-métrage réalisé par Jean Lenormand
- Aerospace[6] (2005 - op. 10), pour orchestre d'harmonie, commande du Groupement régional des fédérations musicales de Midi-Pyrénées, De Haske Publications
- Marsyas (2005 - op. 11), pour flûte, harpe obligée et orchestre à vent, commande de l'Ensemble instrumental de l'Ariège, De Haske Publications
- Odysseia (2006 - op. 12), pour orchestre d'harmonie, commande de l'Harmonie d'Eybens, De Haske Publications
- Le Papillon qui tapait du pied (2006 - op. 17), pour saxophone baryton et orchestre d'harmonie, commande de la Fédération Musicale d'Auvergne, De Haske Publications
- Just so Pieces (2007 - op. 18a, b, c, d), pour ensemble de chambre, d'après Just so Stories de Rudyard Kipling
- Libertalia (2006-2007 - op. 19), pour euphonium solo et orchestre à vent, commande de la Musique de l'Air, Claude Kesmaecker (création le 16 novembre 2008 à la Cité de la musique à Paris), d'après General History of the Pyrates de Daniel Defoe, De Haske Publications
- Elégie et Elévation (2007-2008 - op. 21), pour trombone et orchestre
- Symphonie de l'Espace[7] (2004-2009 - op. 20), pour grand orchestre à vents et chœur, création le 27 juin 2009, Grotte de Niaux, Ensemble instrumental de l'Ariège avec la participation du Chœur de Toulouse Midi-Pyrénées[8] ; créée dans sa version complète et révisée le 21 mars 2010 au Conservatoire à rayonnement régional de Paris
- Phaethon (2008 - op. 22), pour trombone basse et ensemble (commande de Frédéric Potier, professeur au CNSM de Lyon), De Haske Publications
- 4 Haiku (2008 - op. 24), pour percussion solo, d'après Matsuo Bashō
- Contes et Légendes de Savoie (2008 - op. 23), pour orchestre d'harmonie, commande de la Fédération des Musiques du Faucigny, à l'occasion de la 20e édition de son stage (14 au 20 avril 2008) ; premières données les 19 (à Bonneville) et 20 (à Samoëns) avril 2008 par l'orchestre du stage, De Haske Publications
- Mégalopoles (2009-2011 - op. 25), pour quatuor de saxophones et orchestre à vents, commande du quatuor Ellipsos
- Claricatures (2010 - op. 26), pour quatuor de clarinettes, commande du quatuor Les Désanchés
- Musique de Table (2010 - op. 27), pour jazz quartet et harmonie, commande de l'Harmonie de Machilly (Haute-Savoie), création le 18 décembre 2010 à Machilly sous la direction du compositeur
- L'Homme (2010-2011 - op. 28), pour basson et chœur, d'après Victor Hugo
- L'Aiguille qui fait déborder le Vase (2011-2012 - op. 30), pour orchestre d'harmonie, commande des éditions Hafabra Musique[9]
- Triton (2012 - op. 31), pour trompette et orchestre d'harmonie, commande de la musique principale des troupes marines ; créé le 30 mars 2012 au théâtre Gérard-Philipe de Saint-Cyr-l'École (Yvelines) avec Thierry Caens à la trompette
- Et si ce n'était qu'un rêve (2018), une œuvre pour célébrer le centenaire de l'armistice[10]
- Film Noir (2022), commande de L’harmonie de Levallois[11]

## Discographie
- L'autre voyage (2002) - produit et enregistré par l'Ensemble instrumental de l'Ariège, direction Éric Villevière
- Jan Van der Roost presents (2006) - produit par les éditions De Haske, enregistré par le Nagoya University of Arts Wind Orchestra (Japon), direction Jan Van der Roost
- Aurigera (2007) - CD/DVD produit et enregistré par l'Ensemble instrumental de l'Ariège, direction Éric Villevière
- Aerospace (2009) - double-CD produit par les éditions De Haske, enregistré par la Musique des gardiens de la Préfecture de police de Paris, direction Pascale Jeandroz
- Libertalia (2012) - CD enregistré par Anthony Caillet (euphonium) et l'orchestre d'harmonie de la Musique de l'Air dirigé par Claude Kesmaecker